# A Capela
A Capela ist eine spanische Gemeinde in der Autonomen Gemeinschaft Galicien. A Capela ist auch eine Stadt und eine Parroquia sowie der Verwaltungssitz der gleichnamigen Gemeinde. Die 1.182 Einwohner (Stand: 2024) leben auf einer Fläche von 58,00 km², 47 km von der Provinzhauptstadt A Coruña entfernt.

## Bevölkerungsentwicklung der Gemeinde
Legende: Capela___A Capela

## Gemeindegliederung
Die Gemeinde A Capela ist in drei Parroquias gegliedert:
| Parroquias | Patrozinium | Einwohner 2024 | Fläche km² | Dichte Einw./km² | Höhe msnm | Ortskennzahl |
| ---------- | ----------- | -------------- | ---------- | ---------------- | --------- | ------------ |
| Caaveiro   | San Boulo   | 148            | 7,21       | 21               | 405       | 15018020000  |
| Cabalar    | Santa María | 258            | 11,77      | 22               | 332       | 15018030000  |
| A Capela   | Santiago    | 779            | 38,92      | 20               | 360       | 15018040000  |

## Wirtschaft
| Ackerbau, Viehzucht und Fischerei                                                  | 057 | 013,01 |
| Industrie                                                                          | 083 | 018,95 |
| Bauwirtschaft                                                                      | 047 | 010,73 |
| Dienstleistungsbetriebe                                                            | 251 | 057,31 |
| Total                                                                              | 438 | 100,00 |
| * Daten aus dem Statistischen Amt für Wirtschaftliche Entwicklung in Galicien, IGE |     |        |